# Мереть
Мере́ть (рос. Мереть) — селище у складі Біловського округу Кемеровської області, Росія.

## Населення
Населення — 179 осіб (2010; 190 у 2002).
Національний склад (станом на 2002 рік):
- росіяни — 94 %